# Platja de la Roda
La platja de la Roda és una platja del municipi valencià d'Altea, a la comarca de la Marina Baixa.
La platja està situada a la Badia d'Altea, al nord del port pesquer i continuació pel sud de la platja del Cap Negret. Amb una longitud de 700 metres i una amplada de 50, de còdols i grava i densament urbanitzada, comta amb un passeig marítim el que la dota de vitalitat turística amb múltiples serveis de restaurants, hotels, botigues, gelateries, etc.
Compta amb el distintiu de la Bandera Blava, a més de certificats que reconeixen la qualitat ambiental del paratge. La platja també està adaptada a persones amb dificultats de mobilitat.